# Giro dei Paesi Bassi 1999
Il Giro dei Paesi Bassi 1999, trentanovesima edizione della corsa, si svolse dal 24 al 28 agosto 1999 su un percorso di 889 km ripartiti in 5 tappe (la terza suddivisa in due semitappe), con partenza da Gouda e arrivo a Landgraaf. Fu vinto dall'ucraino Serhij Honcar della squadra Vini Caldirola-Sidermec davanti all'olandese Erik Dekker e allo statunitense Dylan Casey.

## Tappe
| Tappa  | Data      | Percorso                                | km    | Vincitore di tappa | Leader cl. generale |
| ------ | --------- | --------------------------------------- | ----- | ------------------ | ------------------- |
| 1ª     | 24 agosto | Gouda > Tilburg                         | 178,3 | Jeroen Blijlevens  | Jeroen Blijlevens   |
| 2ª     | 25 agosto | Utrecht > Coevorden                     | 186,1 | Robbie McEwen      | Robbie McEwen       |
| 3ª-1ª  | 26 agosto | Coevorden > Denekamp                    | 85,5  | Rudi Kemna         | Robbie McEwen       |
| 3ª-2ª  | 26 agosto | Nordhorn > Denekamp (cron. individuale) | 26,2  | Serhij Honcar      | Serhij Honcar       |
| 4ª     | 27 agosto | Nijverdal > Venlo                       | 187,6 | Jeroen Blijlevens  | Serhij Honcar       |
| 5ª     | 28 agosto | Blerick > Landgraaf                     | 225   | Maarten den Bakker | Serhij Honcar       |
| Totale | Totale    | Totale                                  | 889   |                    |                     |

## Dettagli delle tappe

### 1ª tappa
- 24 agosto: Gouda > Tilburg – 178,3 km

| Pos. | Corridore         | Squadra       | Tempo    |
| ---- | ----------------- | ------------- | -------- |
| 1    | Jeroen Blijlevens | TVM           | 4h27'08" |
| 2    | Robbie McEwen     | Rabobank      | s.t.     |
| 3    | Roger Hammond     | Palmans-Ideal | s.t.     |

| Pos. | Corridore         | Squadra | Tempo |
| ---- | ----------------- | ------- | ----- |
| 1    | Jeroen Blijlevens | TVM     |       |

### 2ª tappa
- 25 agosto: Utrecht > Coevorden – 186,1 km

| Pos. | Corridore         | Squadra  | Tempo    |
| ---- | ----------------- | -------- | -------- |
| 1    | Robbie McEwen     | Rabobank | 4h26'00" |
| 2    | Danilo Hondo      | Telekom  | s.t.     |
| 3    | Giovanni Lombardi | Telekom  | s.t.     |

| Pos. | Corridore     | Squadra  | Tempo |
| ---- | ------------- | -------- | ----- |
| 1    | Robbie McEwen | Rabobank |       |

### 3ª tappa - 1ª semitappa
- 26 agosto: Coevorden > Denekamp – 85,5 km

| Pos. | Corridore         | Squadra         | Tempo    |
| ---- | ----------------- | --------------- | -------- |
| 1    | Rudi Kemna        | Batavus         | 1h57'07" |
| 2    | Stuart O'Grady    | Crédit Agricole | s.t.     |
| 3    | Jeroen Blijlevens | TVM             | s.t.     |

| Pos. | Corridore     | Squadra  | Tempo |
| ---- | ------------- | -------- | ----- |
| 1    | Robbie McEwen | Rabobank |       |

### 3ª tappa - 2ª semitappa
- 26 agosto: Nordhorn > Denekamp (cron. individuale) – 26,2 km

| Pos. | Corridore          | Squadra        | Tempo  |
| ---- | ------------------ | -------------- | ------ |
| 1    | Serhij Honcar      | Vini Caldirola | 30'52" |
| 2    | Dylan Casey        | US Postal      | a 17"  |
| 3    | Jonathan Vaughters | US Postal      | s.t.   |

| Pos. | Corridore     | Squadra        | Tempo |
| ---- | ------------- | -------------- | ----- |
| 1    | Serhij Honcar | Vini Caldirola |       |

### 4ª tappa
- 27 agosto: Nijverdal > Venlo – 187,6 km

| Pos. | Corridore         | Squadra | Tempo    |
| ---- | ----------------- | ------- | -------- |
| 1    | Jeroen Blijlevens | TVM     | 4h17'50" |
| 2    | Lars Michaelsen   | FDJ     | s.t.     |
| 3    | Jans Koerts       | Cologne | s.t.     |

| Pos. | Corridore     | Squadra        | Tempo |
| ---- | ------------- | -------------- | ----- |
| 1    | Serhij Honcar | Vini Caldirola |       |

### 5ª tappa
- 28 agosto: Blerick > Landgraaf – 225 km

| Pos. | Corridore          | Squadra  | Tempo    |
| ---- | ------------------ | -------- | -------- |
| 1    | Maarten den Bakker | Rabobank | 5h22'51" |
| 2    | Fabrizio Guidi     | Polti    | a 10"    |
| 3    | Peter Van Petegem  | TVM      | s.t.     |

| Pos. | Corridore     | Squadra        | Tempo     |
| ---- | ------------- | -------------- | --------- |
| 1    | Serhij Honcar | Vini Caldirola | 21h02'32" |
| 2    | Erik Dekker   | Rabobank       | a 7"      |
| 3    | Dylan Casey   | US Postal      | a 17"     |

## Classifiche finali

### Classifica generale
| Pos. | Corridore          | Squadra                 | Tempo     |
| ---- | ------------------ | ----------------------- | --------- |
| 1    | Serhij Honcar      | Vini Caldirola-Sidermec | 21h02'32" |
| 2    | Erik Dekker        | Rabobank                | a 7"      |
| 3    | Dylan Casey        | US Postal Service       | a 17"     |
| 4    | Johan Museeuw      | Mapei-Quick Step        | a 19"     |
| 5    | Enrico Cassani     | Team Polti              | a 23"     |
| 6    | Peter Van Petegem  | TVM-Farm Frites         | a 29"     |
| 7    | Jan Ullrich        | Team Deutsche Telekom   | a 30"     |
| 8    | Maarten den Bakker | Rabobank                | a 33"     |
| 9    | Robbie McEwen      | Rabobank                | a 38"     |
| 10   | Marco Serpellini   | Lampre-Daikin-Colnago   | a 41"     |